# Siegfried Rösen
Siegfried Rösen (* 16. Juli 1948) ist ein ehemaliger deutscher Fußballspieler.

## Karriere
Siegfried Rösen kam 1969 von der TuS Xanten zum Bundesligisten Rot-Weiß Oberhausen. Sein Debüt gab er am 5. Spieltag der Saison 1969/70 im Spiel Zuhause gegen Werder Bremen. Insgesamt absolvierte er für die Rot-Weißen in zwei Spielzeiten zwölf Spiele. 1971 wechselte Rösen zum SC Viktoria Köln.